# Nudiflorin
Nudiflorin ist ein Naturstoff, konkret ein Alkaloid, und eine organische Verbindung aus der Gruppe der Nitrile.

## Vorkommen und Biosynthese

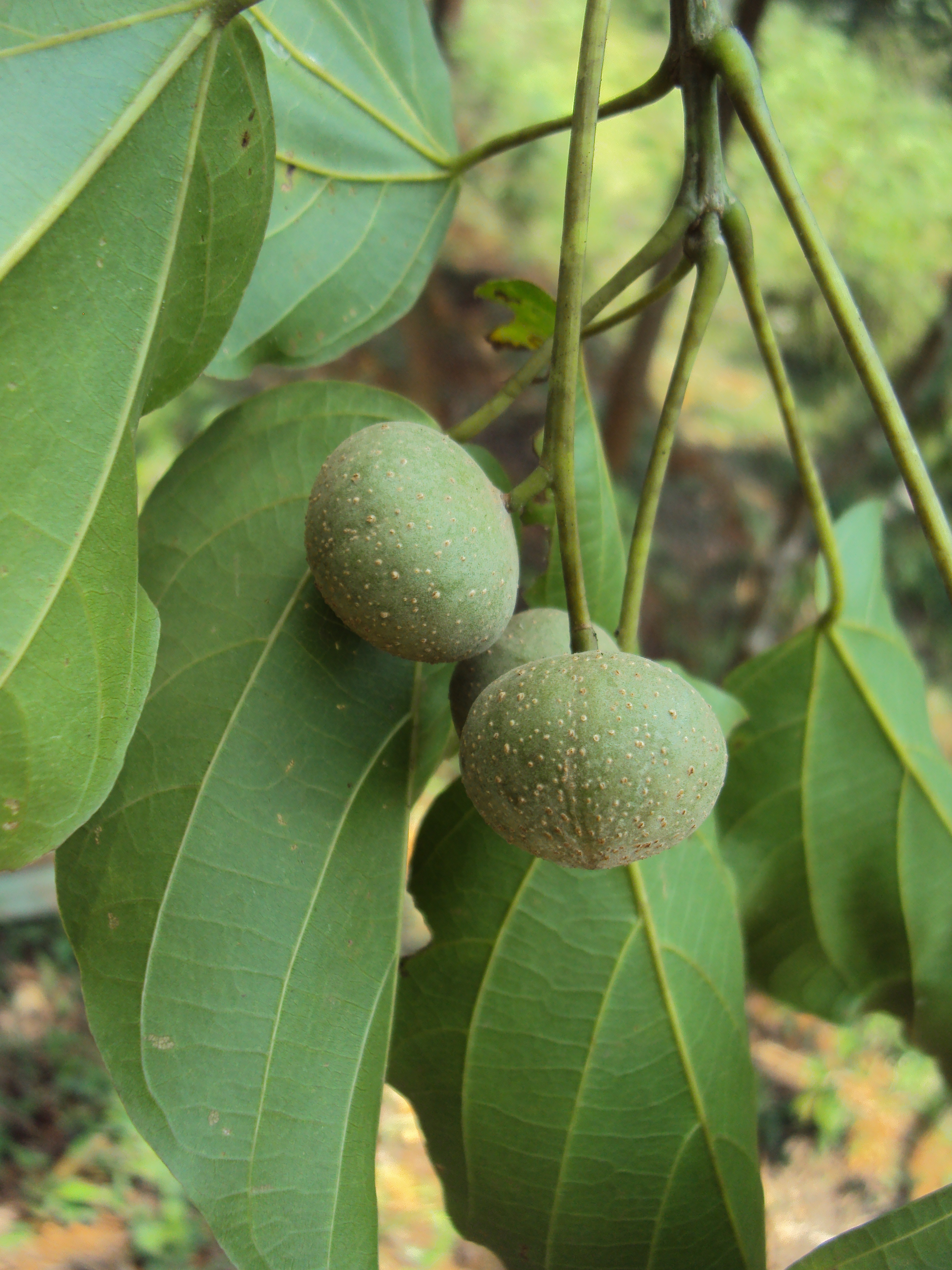
Mallotus nudiflorus

Nudiflorin ist ein Alkaloid aus den Blättern von Mallotus nudiflorus (Familie Wolfsmilchgewächse). Seine Biosynthese geht wahrscheinlich von Nicotinsäure aus.

## Synthese
Nudiflorin kann ausgehend von Äpfelsäure synthetisiert werden. Diese wird zunächst in Coumalinsäuremethylester umgewandelt, dann durch Reaktion mit Ammoniak und anschließende Hydrolyse zu 6-Oxonicotinsäure. Diese kann zunächst mit Methyliodid methyliert, dann mit Ammoniak zum Säureamid umgesetzt und mit Phosphorylchlorid zum Nitril, dem Zielprodukt Nudiflorin, dehydratisiert werden.